# 中國人造纖維
中國人造纖維股份有限公司，簡稱中國人造纖維、中纖，總部位於台灣台北市，公司登記地址位於高雄市。1955年創立，是台灣最早從事人造纖維製造生產的公司。

## 歷史
1950年代，中華民國政府在台灣推動「進口替代」政策，希望建立本土的人造纖維產業。1954年，行政院經濟安定委員會工業委員會決議，中央信託局與von Kohorn公司簽定合約，建立嫘縈絲工廠。這個工廠由大秦紡織的石鳳翔接手，在1955年正式創立中國人造纖維公司，由石鳳翔任首任董事長，賴清添任總經理，主要股東有李占春、王友彬、石爾璜、侯雨利、呂鳳章與吳火獅等人，在苗栗縣頭份鎮設廠。1957年，開始量產嫘縈絲，成為台灣最早生產人造纖維的公司。
1963年，與中華開發共同投資成立聯合耐隆，生產尼龍原料。
1965年，開始生產聚酯棉，供應給其他紡織公司。
1967年，將聚酯棉生產單位獨立出來，與日本帝人公司合資成立華隆紡織。
1982年，由王朝慶取得經營權。

## 體育參與
參與企業排球聯賽，並擁有一支隊伍：
- 中國人纖企業女子排球隊[2]

## 其他
台灣鐵路管理局中國人造纖維專用線

## 外部連結
- 中國人造纖維官網（页面存档备份，存于）